# 35.º governo republicano (Portugal)
O 35.º governo da Primeira República Portuguesa nomeado a 6 de fevereiro de 1922 e exonerado a 30 de novembro do mesmo ano, foi liderado por António Maria da Silva.
A sua constituição era a seguinte:
| Cargo                               | Detentor | Detentor                                              | Período                                          |
| ----------------------------------- | -------- | ----------------------------------------------------- | ------------------------------------------------ |
| Presidente do Ministério            |          | António Maria da Silva (1872–1950)                    | 6 de fevereiro de 1922 a 30 de novembro de 1922  |
| Ministro do Interior                |          | António Maria da Silva (1872–1950)                    | 6 de fevereiro de 1922 a 30 de novembro de 1922  |
| Ministro da Justiça e dos Cultos    |          | João Catanho de Meneses (1854–1942)                   | 6 de fevereiro de 1922 a 30 de novembro de 1922  |
| Ministro da Justiça e dos Cultos    |          | Vasco Borges (interino) (1882–1942)                   | 7 de fevereiro de 1922 a 18 de fevereiro de 1922 |
| Ministro das Finanças               |          | Albano Portugal Durão (1871–1925)                     | 6 de fevereiro de 1922 a 26 de agosto de 1922    |
| Ministro das Finanças               |          | Eduardo Alberto Lima Basto (interino) (1875–1942)     | 26 de agosto de 1922 a 14 de setembro de 1922    |
| Ministro das Finanças               |          | Vitorino Guimarães (1876–1957)                        | 14 de setembro de 1922 a 30 de novembro de 1922  |
| Ministro da Guerra                  |          | António Xavier Correia Barreto (1853–1939)            | 6 de fevereiro de 1922 a 30 de novembro de 1922  |
| Ministro da Marinha                 |          | Vítor Hugo de Azevedo Coutinho (1871–1955)            | 6 de fevereiro de 1922 a 30 de novembro de 1922  |
| Ministro dos Negócios Estrangeiros  |          | José Maria Barbosa de Magalhães (1879–1959)           | 6 de fevereiro de 1922 a 30 de novembro de 1922  |
| Ministro dos Negócios Estrangeiros  |          | Vítor Hugo de Azevedo Coutinho (interino) (1871–1955) | 2 de março de 1922 a 28 de março de 1922         |
| Ministro dos Negócios Estrangeiros  |          | Vítor Hugo de Azevedo Coutinho (interino) (1871–1955) | 26 de agosto de 1922 a 12 de outubro de 1922     |
| Ministro do Comércio e Comunicações |          | Eduardo Alberto Lima Basto (1875–1942)                | 6 de fevereiro de 1922 a 18 de outubro de 1922   |
| Ministro do Comércio e Comunicações |          | Vasco Borges (interino) (1882–1942)                   | 26 de setembro de 1922 a 30 de novembro de 1922  |
| Ministro das Colónias               |          | Alfredo Rodrigues Gaspar (1865–1938)                  | 6 de fevereiro de 1922 a 30 de novembro de 1922  |
| Ministro da Instrução Pública       |          | Augusto Nobre (1865–1946)                             | 6 de fevereiro de 1922 a 30 de novembro de 1922  |
| Ministro do Trabalho                |          | Vasco Borges (1882–1942)                              | 6 de fevereiro de 1922 a 30 de novembro de 1922  |
| Ministro da Agricultura             |          | Ernesto Navarro (1876–1938)                           | 6 de fevereiro de 1922 a 30 de novembro de 1922  |